# 粪口路径

“F图”展示了粪口疾病传播途径。“F”代表几个以“F”开头的单词——Feces（粪便）、Finger（手指）、Fly（苍蝇）、Field（田地）、Fluid（水体）和Food（食物）。蓝竖线表示切断传播途径的方式：马桶、安全饮水、卫生保健及洗手。

粪口路径（也称为口腔-粪便路径或者口粪路径），是一种疾病传播途径。具体指的是，病原体由一个宿主的粪便中被引入另一个宿主的口腔中的传播方式。在一些发展中国家，粪口疾病传播的主要原因是卫生设施的匮乏和粪便造成的水污染。
传播的共同因素可以归纳为五个F：手指（fingers）、苍蝇（flies）、田野（fields）、液体（fluids）和食物（food）。粪便传播引起的疾病包括腹泻，伤寒，霍乱，小儿麻痹症和肝炎。

## 背景

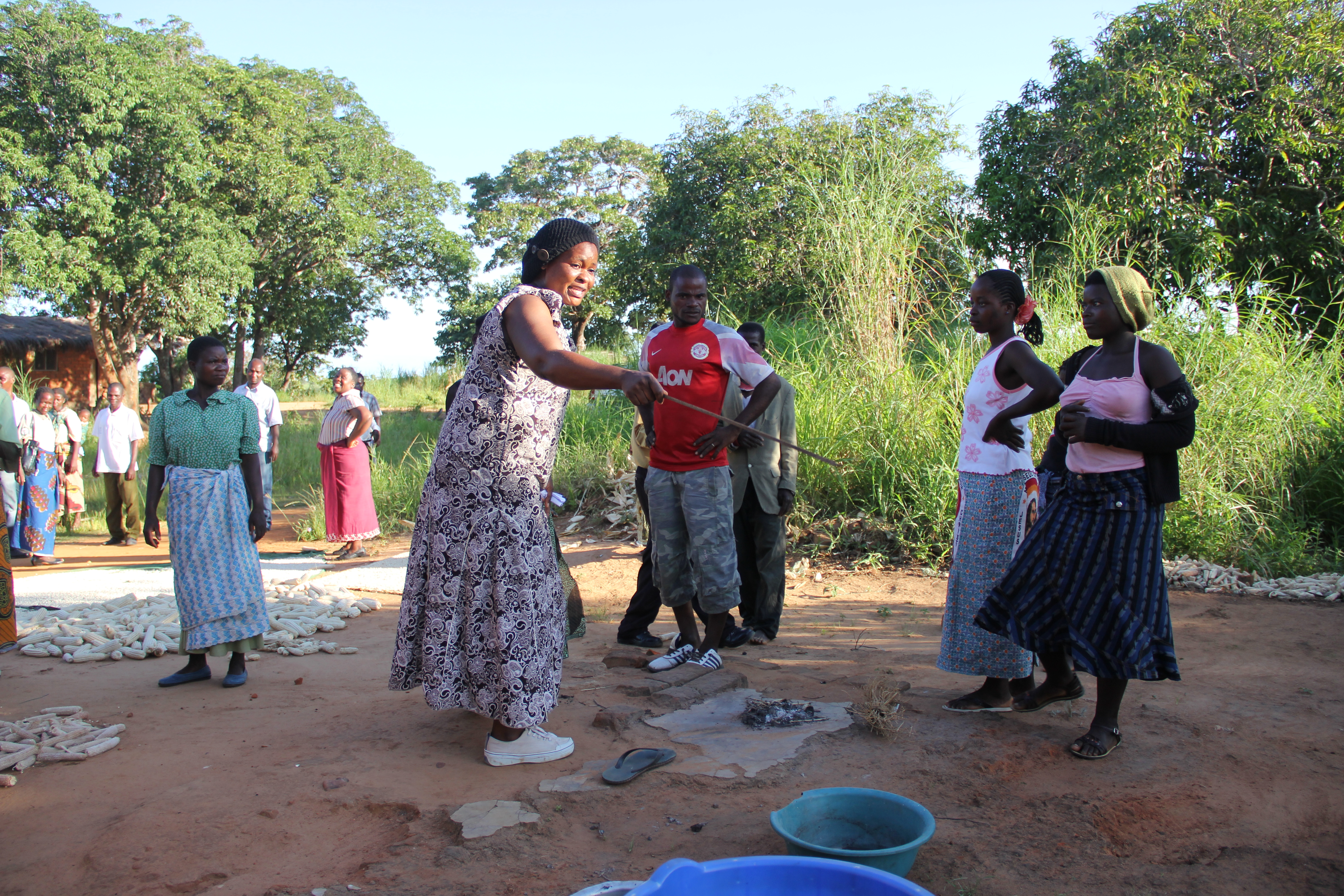
在CLTS触发演习期间，村民们去准备饭菜的地方，观察苍蝇如何被人类粪便吸引，并通过着陆在食物上来传播疾病（马拉维，马拉维湖附近的村庄）

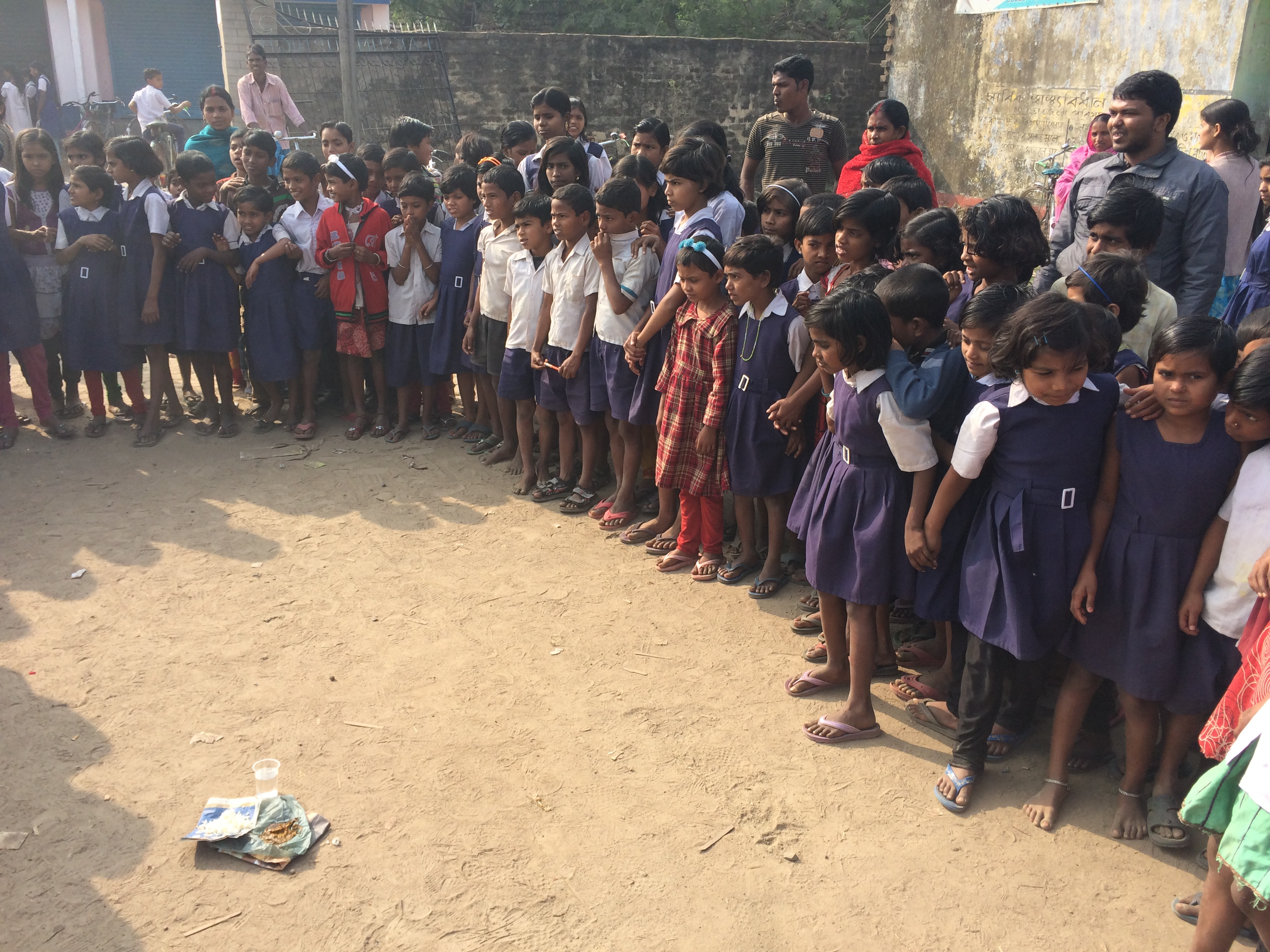
在印度西孟加拉邦举行的CLTS触发演练期间，小学生们观察一杯水和新鲜的人类粪便 ，观察苍蝇如何在其中运动，来回接触水和粪便，认识到水是如何被粪便污染的。

1958年，世界卫生组织在其出版物创造了今日我们所熟知的“F图”的原型。  该出版物从粪-口传播的角度解释了疾病的传播途径和障碍。 
随着时间的推移，其形式也得到了修改，逐渐演化成现代的F图形式。时至今日，“F图”已在许多卫生出版物中得到使用。  它主要说明了粪-口传播途径是通过水，手， 节肢动物和土壤发生的。 为了方便记忆，每个路径都以字母“ F”开头的单词表示，即液体（Fluid），手指（Fingers），苍蝇（Flies） ，食物（Food），田野（Field）， 污染物 （指物体或家用电器的表面）。 
正确使用个人及公共卫生措施，可防止疾病通过手、水和食物传播。 “F图”说明了适当的卫生设施（尤其是厕所 ，公共卫生设施以及洗手 ）是如何有效地阻止疾病通过粪-口途径传播的。 

## 例子

### 传播
传播过程可能很简单，也可能涉及多个步骤。粪-口传播途径的例子包括： 
- 饮用未经适当处理的，与粪便接触的水（例如因使用旱厕造成的地下水污染）；
- 与手上沾有粪便的人握手、给孩子换尿布、在花园里工作、或与家畜、宠物接触。
- 食用在有粪便的环境中准备的食物；
- 像家蝇一样的疾病传播媒介传播粪便处理不足引起的污染，如随地便溺 ;
- 使用厕所或处理粪便后（如换尿布） 洗手不佳或没有洗手
- 任何可能沾染粪便的器物缺乏清洁或清洁不当；
- 可能涉及与粪便经口接触的性行为，例如舔肛 ， 食粪癖或“ ass to mouth ”。
- 食用粪便，可见于儿童或食粪症人群
- 食用土壤（ 食土癖 ）

### 预防

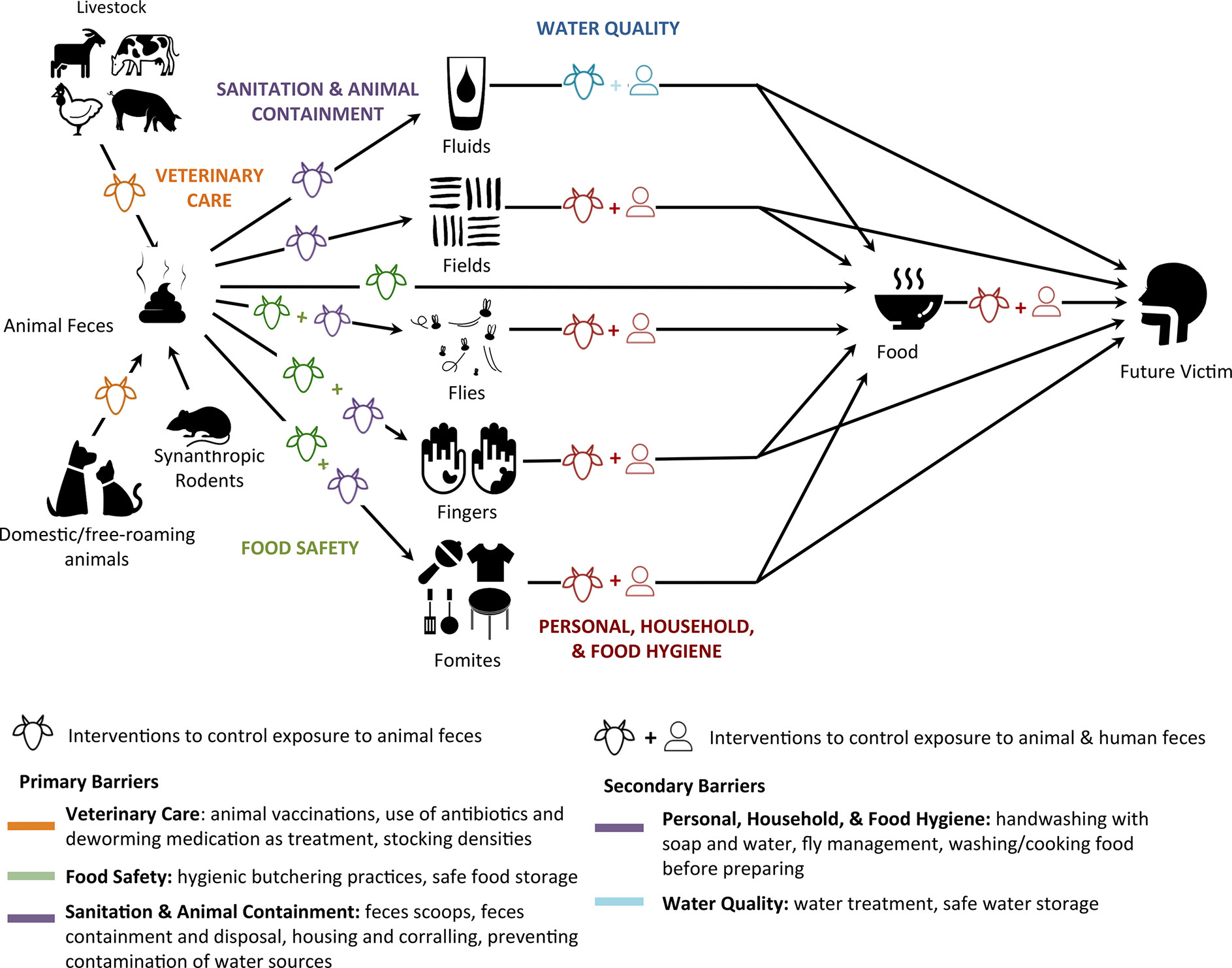
修改后的“F图”，包括了可能阻止人类接触动物粪便的干预措施。

改变人们的行为习惯，阻止随地便溺的一种方法是社区主导的全面卫生（CLTS）运动 。 在此过程中，苍蝇从食物飞到到新鲜人类粪便并返回，进行了“现场演示”。 如此可以“触发（Trigger）”村民们采取行动。 

## 疾病
下面的列表展示了可通过粪-口途径传播的主要疾病 （按涉及疾病传播的病原体类型分组）。 

### 细菌
- 霍乱弧菌 （ 霍乱 ）
- 艰难梭菌 （ 假膜性小肠结肠炎 ）
- 志贺氏菌 （ 志贺氏菌病 /细菌性痢疾） [5]
- 伤寒沙门氏菌 （ 伤寒 ） [6]
- 副溶血性弧菌 [7]
- 大肠杆菌 [8]
- 弯曲杆菌 [9]

### 病毒
- 甲型肝炎 [10]
- 戊型肝炎 [11]
- 肠病毒
- 诺如病毒急性肠胃炎
- 脊髓灰质炎病毒 （ 脊髓灰质炎 ）
- 尽管大多数人类冠状病毒不通过粪便传播（相比之下， 猫冠状病毒 是通过粪便传播），但也有报告称在粪便样本中发现了新型冠状病毒（2019-nCoV） 。 [12] [13]
- 轮状病毒 [8] –这些病原体大多数会引起肠胃炎 。

### 原生动物
- 溶组织内阿米巴 [8] （ 阿米巴原虫病 ）
- 篮氏贾第鞭毛虫 （ 致梨形鞭毛虫病[14]）
- 隐孢子虫 （ 隐孢子虫病 ）
- 弓形虫 [9] （ 弓形虫病 ）

### 线虫
- 绦虫 [8]
- 蛔虫病和其他土壤传播的蠕虫病

### 相关疾病分组
介水传染病是由病原 微生物引起的疾病，常于受污染的淡水中传播。 这是粪便传播的一种特殊类型。 
被忽视的热带病还包含许多通过粪-口途径传播的疾病。 